# KRI Krait (827)
KRI Krait (827) je hlídková loď indonéského námořnictva.

## Stavba
Hlídkovou loď postavila indonéská loděnice Fasharkan Mentigi Naval. Na vodu bylo spuštěno 18. prosince 2008 a do služby bylo přijato 7. ledna 2009.

## Konstrukce
Plavidlo je vybaveno navigačním radarem Furuno. Je vyzbrojeno dvojitým 25mm kanónem a dvěma 12,7mm kulomety. Může nést dva rychlé čluny RHIB. Pohonný systém tvoří dva diesely MAN o výkonu 2500 hp. Lodní šrouby jsou dva. Nejvyšší rychlost dosahuje 25 uzlů.